# GR-30
La Circunvalación de Granada o GR-30 (conocida también como Variante Interior de Granada) es una autovía urbana que rodea por el oeste a la ciudad de Granada y varios municipios del primer cinturón, como Albolote, Peligros, Maracena, Armilla, Ogíjares y Alhendín. Comprende el primer tramo de la A-44 inaugurado en 1990. Con la puesta de funcionamiento de la Segunda Circunvalación de Granada el 16 de diciembre de 2020, el tramo original más próximo a la ciudad pasó a denominarse GR-30.

## Historia
Se denominaba Circunvalación de Granada a la autovía A-44 (Bailén-Motril) en su paso al oeste de la ciudad de Granada, justo al lado de ella. Dicho tramo de la A-44 se construyó como primer tramo de la A-44, en su proceso de construcción desde la A-4 en Bailén hacia la A-7 en la Costa Granadina, cuando aún no tenía esa denominación.
La Circunvalación de Granada es usada a diario por decenas de miles de vehículos que la utilizan tanto como ronda urbana para trayectos internos como para dirigirse hacia Jaén o la costa, así como para enlazar con la A-92 y la A-92G, y dirigirse así hacia Málaga, Almería o Murcia.
Desde la circunvalación se construyó la Ronda Sur, que la une con la antigua carretera de Sierra Nevada como extensión de la misma y manteniendo la misma identificación (A-395).
Casi desde sus inicios, la Circunvalación de Granada fue usada masivamente y se encuentra saturada de tráfico. Es una de las carreteras más transitadas de España, circulando entre 120 000 y 150 000 vehículos/día, de los que el 5 % son vehículos pesados. Para aliviar esta elevada carga de tráfico se inauguró el 16 de diciembre de 2020 una segunda circunvalación, que discurre más al oeste de la actual

## Características
La vía dispone en los tramos más urbanos de tres carriles por sentido. Las salidas fueron modificadas para que puedan ser utilizadas como carril entre salida y salida sin necesitar incorporarse a los carriles generales de circulación de mayor distancia.
Debido a la gran densidad de población y ser una de las pocas autovías que sirven al cinturón de Granada es una de las carreteras más transitadas de España, circulando en torno a los 130.000 vehículos diarios.

## Tramos
| Denominación | Tramo                       | Kilómetros | Año servicio |
| ------------ | --------------------------- | ---------- | ------------ |
| GR-30        | PK116 de la A-44 - Albolote | 2,2        | 1996         |
| GR-30        | Albolote - Bobadilla        | 6          | 1990         |
| GR-30        | Bobadilla - Armilla         | 7,2        | 1990         |
| GR-30        | Armilla - Alhendín          | 3          | 1990         |
| GR-30        | Alhendín - Villa de Otura   | 11,8       | 2001         |

## Salidas

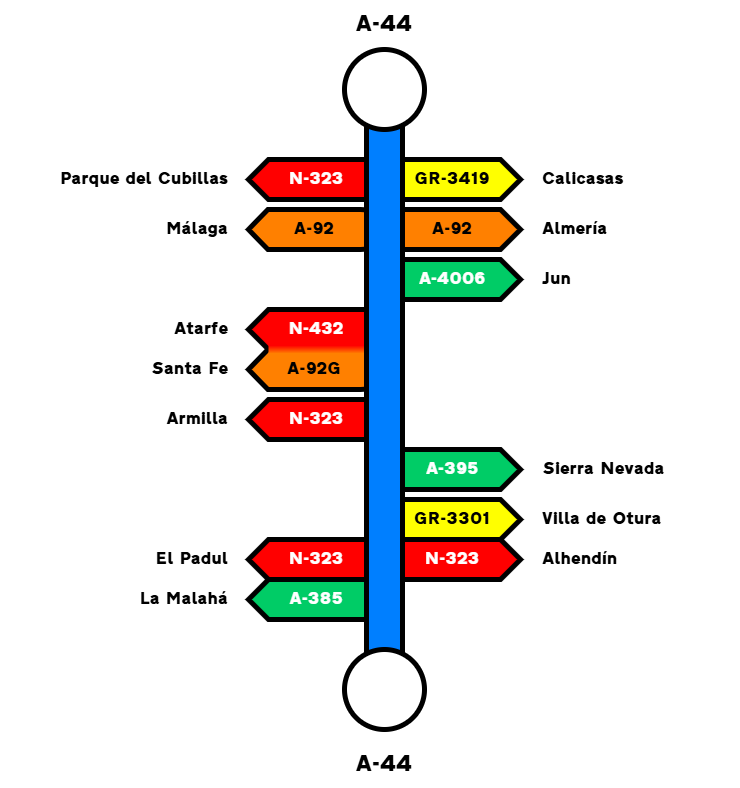
Itinerario de la GR-30.

| Número de Salida | Nombre de Salida                                                                                              | Carretera que enlaza |
| ---------------- | --- | -------------------- |
|                  | Granada - Málaga - Murcia / Calicasas - El Chaparral - Colomera Jaén - Madrid E-902 A-44                      | E-902 A-44           |
| 1                | Calicasas - El Chaparral - Colomera                                                                           | N-323 GR-3419        |
| S/N - 3          | Urbanización                                                                                                  |                      |
| 3                | Almería / Murcia - Málaga / Algeciras - Córdoba N-432 - Aeropuerto                                            | A-92                 |
| 4                | Albolote - Polígono industrial                                                                                |                      |
| 5                | Peligros - Polígono industrial                                                                                |                      |
| 6                | Polígono industrial                                                                                           |                      |
| 7                | Granada - Almanjáyar - Maracena - Est. Autobuses                                                              | A-4006               |
| 9                | Avda. Andalucía - Málaga / Sevilla - Córdoba - Aeropuerto                                                     | A-92G N-432          |
| 11               | Avda. de la Constitución - La Chana                                                                           |                      |
| 12               | Centro - Méndez Núñez                                                                                         |                      |
| 13               | Centro - Recogidas                                                                                            |                      |
| 15               | Granada - Parque de las Ciencias - Palacio de Congresos - Armilla                                             | N-323                |
| 16               | Ronda Sur - Sierra Nevada - Alhambra - Campus de la Salud Armilla - P.T. Ciencias de la Salud - Granada (Sur) | A-395 GR-3209        |
| 18               | Ogíjares - Armilla                                                                                            |                      |
| 21               | Otura - Alhendín                                                                                              | N-323 GR-3306        |
| 23               | Otura - La Malahá                                                                                             | A-385 GR-3301        |
|                  | Motril E-902 A-44 Granada - A-395 - Sierra Nevada                                                             | E-902 A-44           |